# Overkill (Men at Work)
Overkill is een nummer van de Australische band Men at Work uit 1983. Het is de tweede single van hun tweede studioalbum Cargo.
Overkill gaat volgens zanger Colin Hay over het verlaten van een speciale plek waar je een hechte band mee hebt, om succesvol te worden in je carrière, en over de stress en ongeluk die dit met zich meebrengt. Het nummer werd in diverse landen een hit. Zo bereikte het de 5e positie in Australië. In de Nederlandse Top 40 bereikte het een bescheiden 16e positie, terwijl de Vlaamse Ultratop 50 een 26e positie liet zien. Na dit nummer heeft Men at Work geen hits meer weten te scoren in het Nederlandse taalgebied.